# Ларуси, Яссер
Яссе́р Ларуси́ (фр. Yasser Larouci араб. ياسر لعروسي‎; род. 1 января 2001, Эль-Уэд) — алжирский футболист алжирского происхождения, защитник клуба «Труа» и сборной Алжира.

## Клубная карьера
Ларуси — воспитанник клубов «Гавр» и английского «Ливерпуля». 5 января 2020 года в матче Кубка Англии против «Эвертона» он дебютировал в составе последнего. Летом 2021 года Ларуси вернулся во Францию, став игроком «Труа». 3 октября в матче против «Нанта» он дебютировал в Лиге 1. 28 января 2023 года в поединке против «Ланса» Яссер забил свой первый гол за «Труа».
Летом 2023 года Ларуси на правах аренды перешёл в «Шеффилд Юнайтед». 12 августа в матче против «Кристал Пэлас» он дебютировал в английской Премьер-лиге.

## Международная карьера
16 ноября 2023 года в отборочном матче чемпионата мира 2026 против сборной Сомали Ларуси дебютировал за сборную Алжира.
В 2024 году Ларуси принял участие в Кубке Африки 2023 в Кот-д’Ивуаре. На турнире он был запасным и на поле не вышел.